# منات (بت)
| اساطیر خاورنزدیک مجموعه مقالات | اساطیر خاورنزدیک مجموعه مقالات                                                              |
| --- | ------------------------------------------------------------------------------------------- |
| |                                                                                             |
| اساطیر میان‌رودان |                                                                                             |
| اساطیر عربی |                                                                                             |
| اساطیر لاوی |                                                                                             |
| خدایان عرب پیش از اسلام |                                                                                             |
| - اساف - ایشتار - اقیصر - لات - آستارته - اترثه (سوری) - بعل شمن - بعل - بس (مصری-عربی) - ذوالخلطه - ذوالشرا - الله (سامی) - ایشتار - غبغب | - منات - مناف - نبو - نسر (بت) - هبل - شمش - عمیانس - عزی - ود - یعوق - یغوث - یالیل - جن‌ها |
| این جعبه: نمایش بحث ویرایش |                                                                                             |

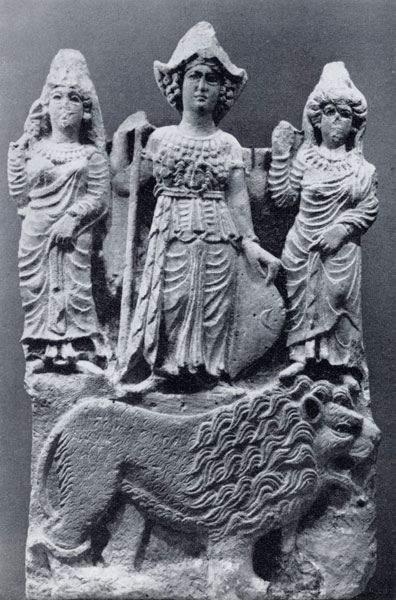
نمایی از یک کتیبهٔ نقش برجستهٔ مرتبط با قرن دوم میلادی در «هترا» که ایزدبانوی لات را در کنار دو شخصیت زن، احتمالاً عُزی و منات، نشان می‌دهد.

مَنات یا المَنات (به عربی: مناة، تلفظ در عربی: [maˈnaːh]) یکی از سه ایزدبانوی مهم مکه پیش از اسلام بود. عرب‌های پیش از اسلام معتقد بودند که منات ایزدبانوی سرنوشت است. پرستندگانش از او نزول باران و پیروزی در جنگ با دشمنانشان را می‌طلبیدند.
منات همسر هُبَل و دختر بتِ الله در نظر گرفته می‌شد. دو دختر دیگر الله، لات و عُزّیٰ بودند.